# ジェラルディン・チャップリン
ジェラルディン・チャップリン（Geraldine Chaplin, 本名: Geraldine Leigh Chaplin, 1944年7月31日 - ）は、アメリカ合衆国出身の女優。世界的な喜劇俳優 チャールズ・チャップリンの長女。

## 来歴
カリフォルニア州サンタモニカにて生まれる。父親はチャールズ・チャップリン、母親はウーナ・オニール（ユージン・オニールの娘であり、チャップリンの4番目の妻）。
スイスで教育を受けた後、バレエ・ダンサーになるべくロンドンのロイヤル・バレエ・アカデミーで学んでいるとき、映画監督のデヴィッド・リーンに見出されて『ドクトル・ジバゴ』に出演。
また、ロバート・ダウニー・Jrが父チャールズを演じた『チャーリー』では、祖母のハンナ・チャップリン役を演じた。
スペインの映画監督カルロス・サウラと長い間交際した過去があり、彼の映画9本に出演している。スペイン語とフランス語にも堪能であり、数々のスペイン映画やフランス映画にも出演している。
1961年（昭和36年）にチャールズと一緒に来日している（チャールズは4度目）。

## 主な出演作品
- ライムライト Limelight  - (1952)オープニング・シーンの少女
- ドクトル・ジバゴ Doctor Zhivago (1965) - トーニャ・グロメコ
- 悲しみは星影とともに Andremo in città (1966) - レンカ
- 伯爵夫人 A Countess from Hong Kong (1967)  - ダンス会場の娘
- ペパーミント・フラッペ Peppermint Frappé (1967)  - エレナ/ アンナ
- 赤ちゃんよ永遠に Z.P.G. (1972) - キャロル・マクニール
- 三銃士 The Three Musketeers (1973) - アンヌ王妃
- 四銃士 The Four Musketeers (1974) - アンヌ王妃
- ナッシュビル Nashville (1975) - オパール
- カラスの飼育 Cría cuervos (1975) - アナの母
- ビッグ・アメリカン Buffalo Bill and the Indians, or Sitting Bull's History Lesson (1976) - アニー・オークレイ
- ロサンゼルス・それぞれの愛 Welcome to L.A. (1977) - カレン・フッド
- ノロワ Noroît (1977) - モラグ
- ローズランド Roseland (1977) - マリリン
- リメンバー・マイ・ネーム Remember My Name (1978) - エミリー
- ウエディング A Wedding (1978)  - リタ・リビングスリー
- マイ・サマー・オブ・ラブ One Page of Love (1978) - リサ
- ママは百歳 Mama Turns 100 (1979) - アナ
- 二人の女 Le Voyage en douce　(1980) - ルーシー
- クリスタル殺人事件 The Mirror Crack'd (1980) - エラ・ジリンスキー
- 愛と哀しみのボレロ Les Uns et les autres (1981) - スーザン/ サラ・グリーン
- 白い炎の女 White Mischief (1987) - ニーナ・ソームズ
- モダーンズ The Moderns (1988) - ナタリー・ド・ヴィル
- 新・三銃士/華麗なる勇者の冒険 The Return of the Musketeers (1989) - アンヌ王妃
- チャーリー Chaplin (1992) - ハンナ・チャップリン
- エイジ・オブ・イノセンス/汚れなき情事 The Age of Innocence (1993) - ミセス・ウェランド
- 鳥の歌 Para recibir el canto de los pájaros (1995) - キャサリン
- ホーム・フォー・ザ・ホリデイ Home for the Holidays (1995) - グラディの叔母
- ジェイン・エア Jane Eyre (1996) - スカッチャード
- マザー・テレサ -神の愛した聖女- Mother Teresa: In the Name of God's Poor(1997) - マザー・テレサ
- 従妹ベット Cousin Bette (1998) - アデリン・ユロ
- トーク・トゥ・ハー Hable con ella (2002) - カテリーナ・ブローバ
- ダイノトピア Dinotopia (2002) - オリアーナ
- ハイジ Heidi (2005) - ロッテンマイヤー夫人
- メリッサ・P 〜青い蕾〜 MELISSA P. (2005) - ノンナ・エルビラ
- ブラッドレイン BloodRayne (2006) - 占い師
- 永遠のこどもたち El Orfanato (2007) - 霊媒師
- セックス依存症の私 Diario de una Ninfómana (2008) - アブエラ（祖母）
- トラブル・イン・カンヌ The Making of Plus One (2010) - ゲリ
- ウルフマン The Wolfman (2010) - マレヴ
- マンク 〜破戒僧〜 Le moine (2011) - 女子修道院長
- みんなで一緒に暮らしたら Et si on vivait tous ensemble? (2011)
- インポッシブル Lo Imposible (2012) - 老婆
- ホロウ・クラウン/嘆きの王冠 Hollow Crown (2012) - キャサリンの侍女アリス
- 僕とカミンスキーの旅 Ich und Kaminski (2015) - テレーゼ
- 怪物はささやくA Monster Calls (2016) - 校長
- フィリップ・K・ディックのエレクトリック・ドリームズ Philip K. Dick's Electric Dreams (2017) - イルマ・ゴードン
- ジュラシック・ワールド/炎の王国Jurassic World:Fallen Kingdom (2018) - アイリス
- ザ・クラウン The Crown (2019) - ウォリス・シンプソン

## 日本のテレビ番組出演
- スター千一夜（フジテレビ、1966年6月7日）

## ノミネート歴

### 英国アカデミー賞
ノミネート
1977年 助演女優賞:『Welcome to L.A.』

### ゴールデングローブ賞
ノミネート
1965年 有望若手女優賞:『ドクトル・ジバゴ』
1975年 助演女優賞:『ナッシュビル』
1992年 助演女優賞:『チャーリー』